# Gotthard Kuglmayr

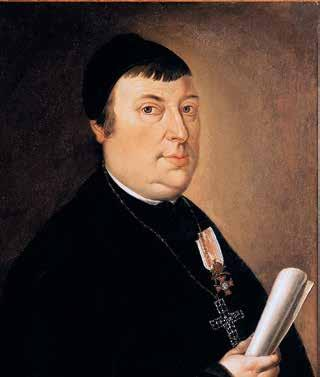
Gotthard Kuglmayr

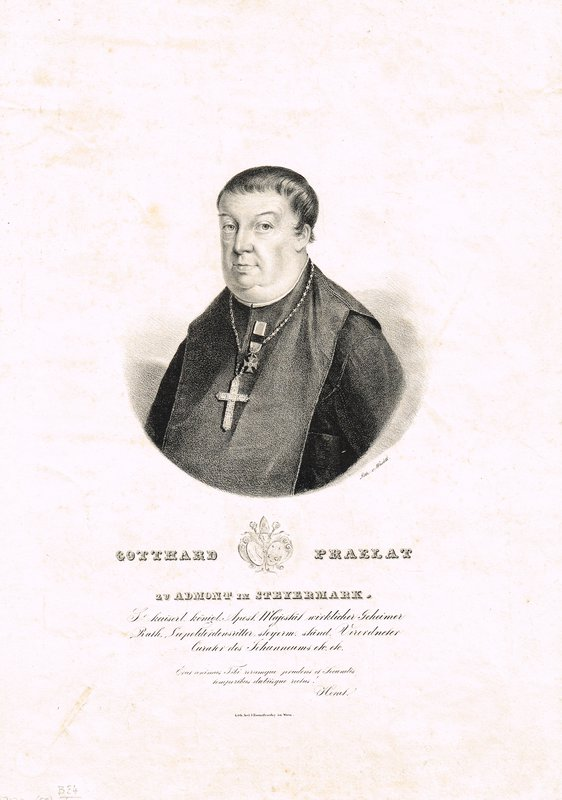
Gotthard Kuglmayr. Lithographie von Johann Wachtl (um 1820)

Wappen von Gotthard Kuglmayr am Grazer Joanneum

Anton Gotthard Kuglmayr (* 15. März 1754 auf Schloss Wurmberg in der Untersteiermark, heute Vurberk in Slowenien; † 18. September 1825 in Graz) war ein salzburgischer römisch-katholischer Geistlicher und von 1788 bis 1818 Abt der Benediktinerabtei St. Blasius zu Admont.

## Leben und Wirken
Gotthard Kuglmayr kam im Alter von neun Jahren in das Admonter Stiftsgymnasium und studierte anschließend an der Jesuitenuniversität Graz Philosophie. 1774 ging er zur Fortsetzung seiner theologischen Studien am Germanicum an das Kloster San Callisto in Rom, wurde dort promoviert und erhielt 1776 von Papst Pius VI. die Priesterweihe. Sein römischer Lehrer in dieser Zeit, Pater Gregorio Chiaramonti, sollte später als Pius VII. zum Papst gewählt werden. Nach einer wissenschaftlichen Reise in das damalige Königreich Neapel war er im Stift Admont Theologieprofessor, Hofmeister und Stiftskämmerer, bevor er 1788 zum Abt gewählt wurde.
Abt Kuglmayrs wichtigste Leistungen liegen auf wissenschaftlichen wie wirtschaftlichem Gebiet. 1802 erwarb er für das Stift das Steinkohlewerk und die Alaunsiederei in Dietersdorf bei Fohnsdorf sowie 1807 aus dem Besitz des aufgelösten Stifts Spital am Pyhrn die Eisenwerke in Liezen. 1809 gründete er ein Naturalien-Cabinet, den Vorgänger des heutigen Naturhistorischen Museums. Besondere Erfolge konnte Abt Kuglmayr in seiner Zeit als Abt im Schulwesen verzeichnen. So unterhielt das Stift neben der Grundschule ein Gymnasium mit Sängerknaben, eine philosophische Lehranstalt im Rang einer staatlichen öffentlichen Lehranstalt und die theologische Hauslehranstalt mit einem an den Universitäten üblichen Vorlesungsplan. Desgleichen wurden seit 1804 die Stellen im Akademischen Gymnasium in Graz mit Admonter Geistlichen besetzt.
Für das Stift Admont bedeutet das Abbatiat Kuglmayrs auch sonst eine Zeit der kulturellen Blüte. So betrug der Anschaffungsetat für die Bibliothek in den Gebieten der Philosophie, Theologie, Philologie, Geschichte und den Naturwissenschaften für die Jahre 1806 bis 1813 fast 9000 Gulden. Ein besonderes Interesse Kuglmayrs, den Jakob Wichner als einen „Meister auf dem Violoncell“ beschrieb, der zudem „lebhaften Antheil an der Entstehung des steiermärkischen Musikvereines“ nahm, galt der Musik. Für das Stift Admont und seinen Abt Gotthard Kuglmayr komponierte Johann Michael Haydn 1792 die auch Admonter Messe genannte Missa in honorem Sancti Gotthardi (MH 530). Darüber hinaus erbaute Abt Gotthard Kuglmayr 1800 „jenes schöne Haustheater im Stift, dessen Bühne, Schnürboden, Versenkungen, Maschinen und Dekorationen zusamt der Ausgestaltung von Orchesterraum, Parterre und Galerie es mit jedem größeren städtischen Theater aufnehmen konnte. In glanzvollster Weise feierte man hier am 24. und 25. Juli 1814 das Zustandekommen des Pariser Friedens durch ‚Festtheater, Musik, Volksspiele und Illumination‘.“ Diesem anspruchsvollen Theaterbau war jedoch keine Zukunft beschieden: „Ein Teil der wertvollen Dekorationen, die man nach Judenburg entliehen hatte, ging dort bei einem Brande 1840 zugrunde. Das köstliche Haustheater selber aber wurde beim großen Stiftsbrande zu Admont am 27. April 1865 vernichtet.“
Unter den dem Stift inkorporierten Pfarreien ließ Abt Kuglmayr, in Fortsetzung des Kirchenbauprogramms seines Vorgängers Columban von Wieland, durch die Stiftsbaumeister Matthäus und Michael Habacher 1788 die Pfarrkirche Gams bei Hieflau und 1795 von Kleinsölk neuerrichten, wobei jeweils Kirche und Pfarrhof als schlichte Baukörper unter gemeinsamem Dach zusammengefasst wurden, sowie die 1793 durch Brand beschädigte Pfarrkirche Altenmarkt an der Enns in den zeitbedingten nüchternen Formen erneuern. Im untersteirischen Sankt Egidi in den Windischen Bühel (heute: Šentilj) ließ er 1800 bis 1806 die bestehende Pfarrkirche durch einen Neubau ersetzten. Desgleichen verhinderte er den staatlicherseits angeordneten Abbruch der Admonter Amanduskirche.

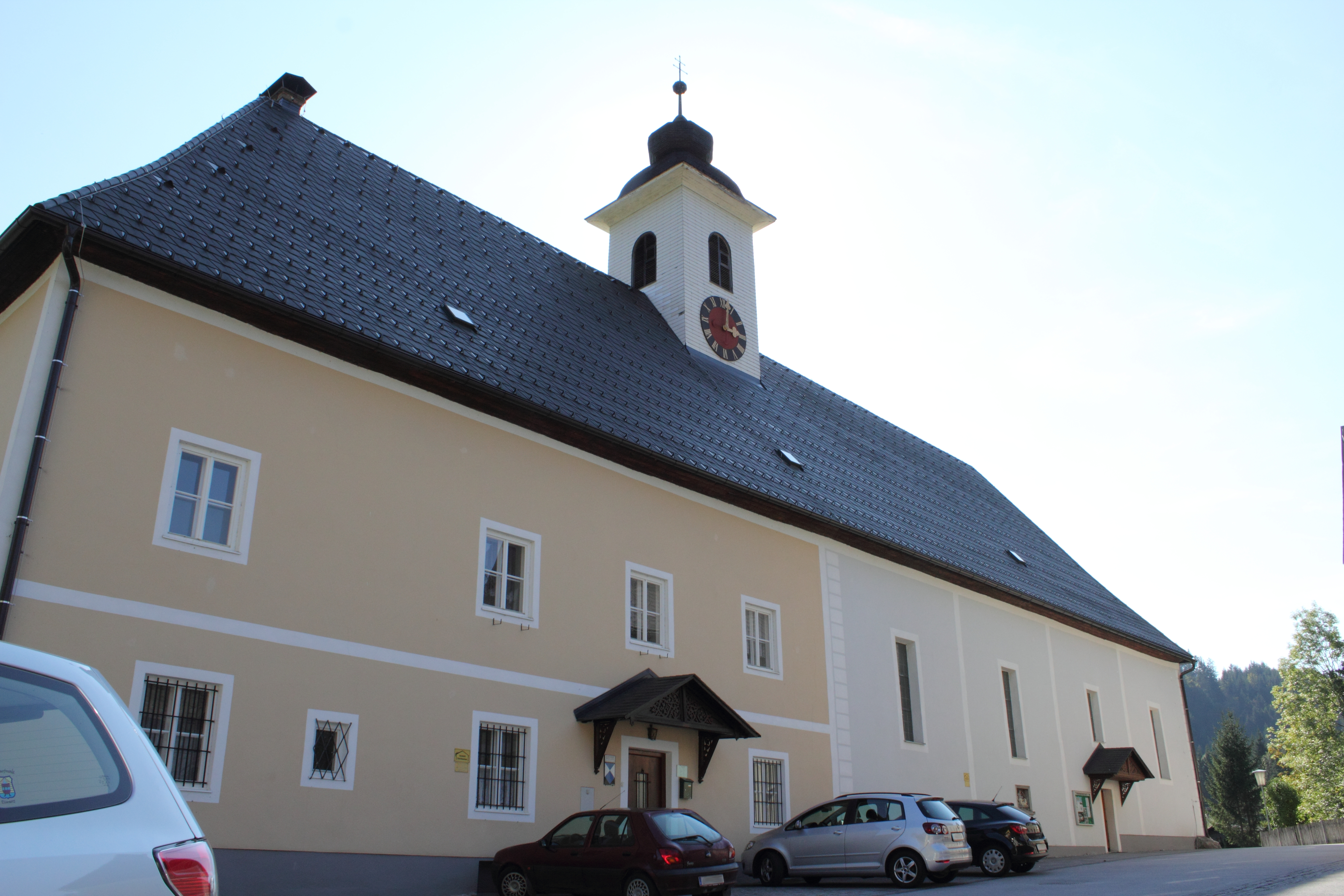
Pfarrkirche und Pfarrhof in Gams bei Hieflau
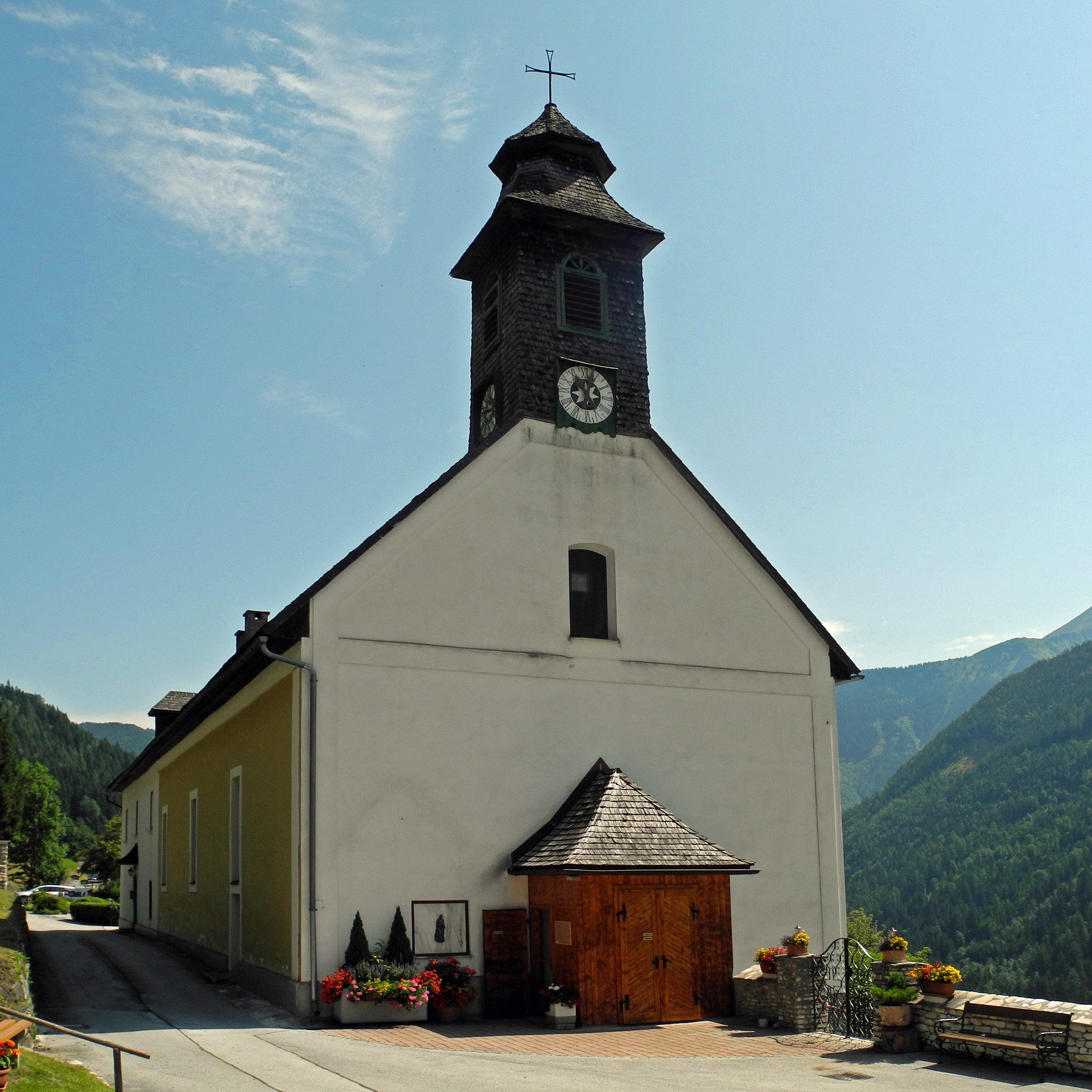
Pfarrkirche und Pfarrhof in Kleinsölk
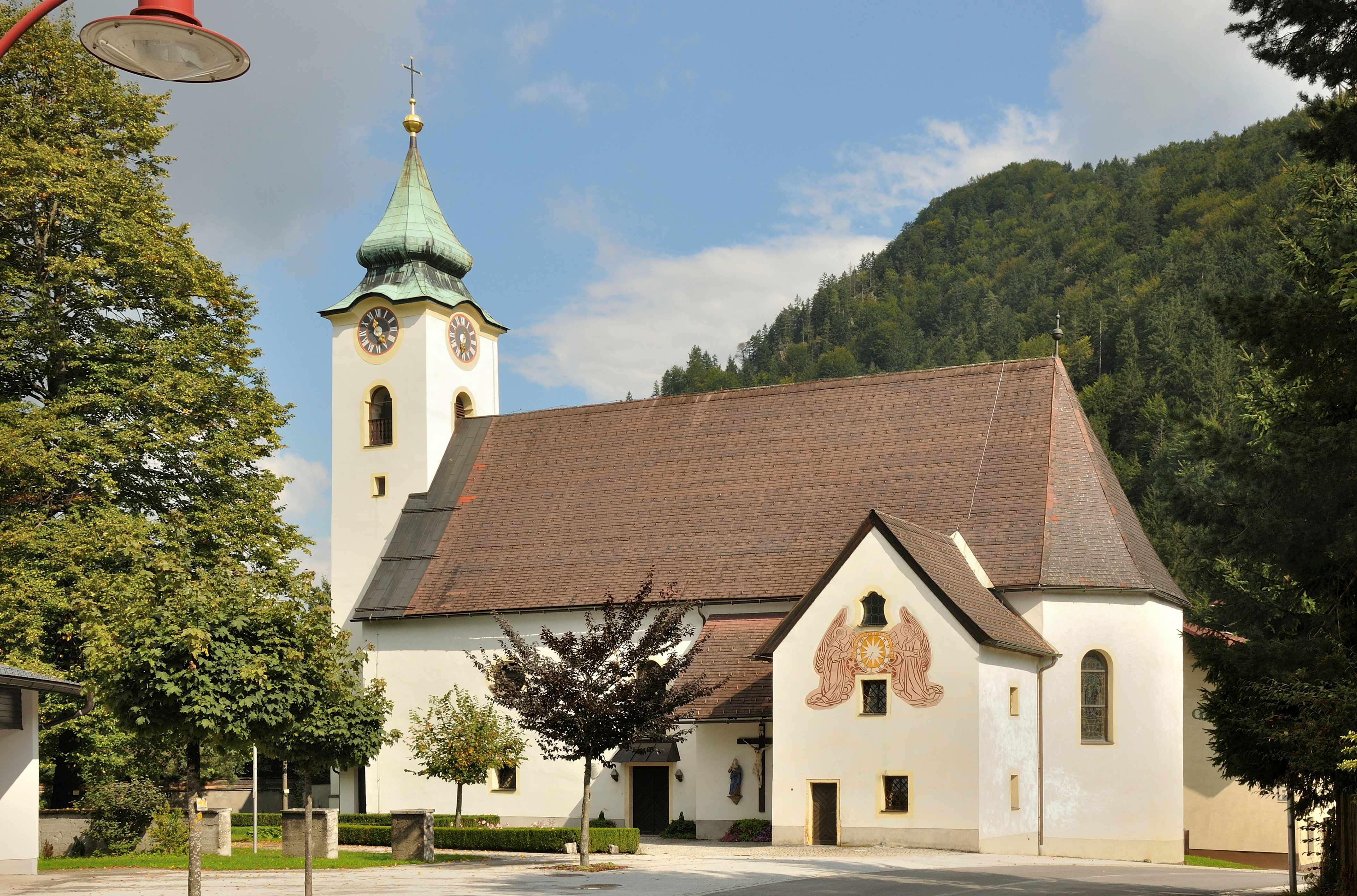
Pfarrkirche in Altenmarkt bei Sankt Gallen
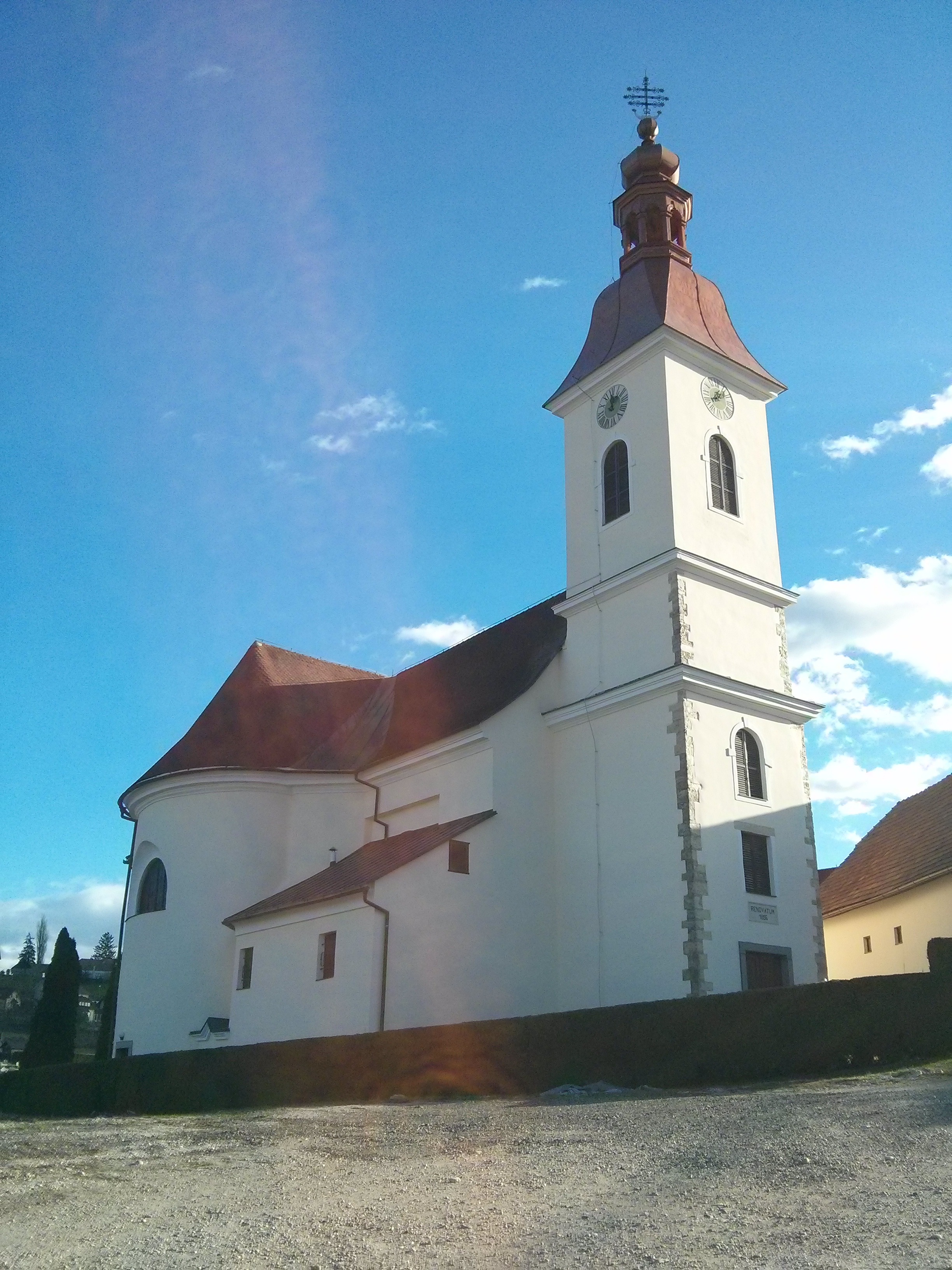
Pfarrkirche von Sankt Egidi

Kuglmayrs politische Interessen veranlassten seine Wahl zum Verordneten der steierischen Ständeversammlung. Von Franz I. wurde er zum Vorsitzenden der Kommission für den Bau des ab 1797 für den Lastentransport angelegten Wiener Neustädter Kanals berufen sowie mit der Reorganisation der steiermärkisch-österreichischen Eisengewerkschaften beauftragt. 1799 zum kaiserlichen geheimen Rat ernannt, wurde er 1808 mit dem Leopold-Orden ausgezeichnet. Von Erzherzog Johann wurde er 1808 in die von ihm gegründete Landwirtschaftsgesellschaft berufen und 1812 zum Kurator des neugegründeten Joanneums bestellt.
Abt Kuglmayrs Amtsperiode als Admonter Abt fiel in eine schwierige Zeit. Während des Durchzugs französischer Truppen vor dem Vorfrieden von Leoben 1797 und wieder 1809 hatte das Stift wie das gesamte Ennstal zu leiden. Ab 1811 mehrten sich im Kapitel des Stifts die Widerstände gegen den Abt, die „ihre Ursache in der Anstellung eines weltlichen Ökonomie-Direktors mit zwei Unterbeamten, in der Bestellung von Laien für Verwaltungsposten, der Verpachtung von Herrschaften und Hammerwerken, im Verkauf stiftischer Güter und Wälder und im Repräsentationsaufwand des Prälaten“ hatten. Vorwiegend aufgrund dieser wirtschaftlichen Fehlentscheidungen wurde Abt Kuglmayr 1818 zum Rücktritt bewegt und verbrachte seinen Lebensabend im Admonterhof in Graz, wo er 1825 verstarb. Per kaiserlicher Verfügung vom 1. April 1818 wurde der Abt von Stift Rein, Abundus Kuntschak, zum Administrator bestimmt und ihm nach „vorläufiger Liquidierung der Aktiven und Passiven“ die Verwaltung des Stiftsvermögens übertragen. Von seinen ehrgeizigen Reformplänen, die die Auflassung der stiftseigenen Ökonomie, die Aufhebung der Theologischen und Philosophischen Lehranstalt, den Verkauf der Liezener Industrie und die Auflassung des Stiftsgymnasiums und seine Verlegung nach Judenburg betrafen, wurde nur die Hälfte umgesetzt. Nach Kuntschaks Tod 1823 wurde zunächst Benno Kreil als Administrator bestellt, der dann auch die Nachfolge Kuglmayrs als Abt antrat.
Das (deutlich an das Wappen von Papst Pius VII. anknüpfende) persönliche Wappen von Gotthard Kuglmayr, wie es auch das Hauptportal des Grazer Joanneums zeigt, ist horizontal geteilt, wobei – mit Bezug auf den Familiennamen – im oberen, goldenen Feld zwei blaue Kugeln, im unteren, blauen Feld eine Kugel und zwei Sterne in Gold angebracht sind. Nach Gotthard Kuglmayr wurde die Gotthardquelle in Rogaška Slatina (deutsch: Rohitsch-Sauerbrunn) benannt.